# Circuito Mundial de Voleibol de Praia de 2002
O Circuito Mundial de Voleibol de Praia de 2002 foi uma série de competições internacionais de vôlei de praia organizadas pela Federação Internacional de Voleibol (FIVB). Para a edição 2002, o Circuito incluiu 9 torneios Open para o naipe feminino e 8 torneios Open para o naipe masculino, 2 torneios de Grand Slam para ambos os gêneros

## Calendário

### Feminino
| Torneio                                                                           | Ouro                                          | Prata                                         | Bronze                                        | Quarto lugar                                  |
| Aberto de Madrid Madrid, Espanha De 5 a 9 de junho de 2002                        | Estados UnidosMisty May-Treanor · Kerri Walsh | BrasilAna Paula Henkel · Tatiana Minello      | AustráliaKerri Pottharst · Natalie Cook       | BrasilAlexandra Fonseca · Mônica Rodrigues    |
| Aberto de Gstaad Gstaad, Suíça De 18 a 22 de junho de 2002                        | Estados UnidosMisty May-Treanor · Kerri Walsh | BrasilAdriana Behar · Shelda Bedê             | AustráliaKerri Pottharst · Natalie Cook       | BrasilAlexandra Fonseca · Mônica Rodrigues    |
| Aberto de Stavanger Stavanger, Noruega De 2 a 6 de julho de 2002                  | Estados UnidosHolly McPeak · Elaine Youngs    | AustráliaKerri Pottharst · Natalie Cook       | BrasilAdriana Behar · Shelda Bedê             | Estados UnidosMisty May-Treanor · Kerri Walsh |
| Aberto de Montreal Montreal, Canadá De 2 a 6 de julho de 2002                     | Estados UnidosKerri Walsh · Misty May-Treanor | BrasilAdriana Behar · Shelda Bedê             | Estados UnidosHolly McPeak · Elaine Youngs    | AustráliaKerri Pottharst · Natalie Cook       |
| Grand Slam de Marseille Marseille, França De 16 a 20 de julho de 2002             | Estados UnidosHolly McPeak · Elaine Youngs    | Estados UnidosMisty May-Treanor · Kerri Walsh | AustráliaKerri Pottharst · Natalie Cook       | BrasilAdriana Behar · Shelda Bedê             |
| Aberto de Rodes Rodes, Grécia De 24 a 28 de julho de 2002                         | Estados UnidosHolly McPeak · Elaine Youngs    | AustráliaKerri Pottharst · Natalie Cook       | GréciaEffrosyni Sfyri · Vasso Karadassiou     | Países BaixosMarrit Leenstra · Rebekka Kadijk |
| Grand Slam de Klagenfurt Klagenfurt, Áustria De 31 de julho a 3 de agosto de 2002 | Estados UnidosMisty May-Treanor · Kerri Walsh | BrasilAdriana Behar · Shelda Bedê             | Estados UnidosHolly McPeak · Elaine Youngs    | JapãoRyōko Tokuno · Chiaki Kusuhara           |
| Aberto de Osaka Osaka, Japão De 7 a 11 de agosto de 2002                          | BrasilAdriana Behar · Shelda Bedê             | BrasilAna Paula Henkel · Tatiana Minello      | Estados UnidosMisty May-Treanor · Kerri Walsh | Países BaixosMarrit Leenstra · Rebekka Kadijk |
| Aberto de Maoming Maoming, China De 14 a 18 de agosto de 2002                     | Estados UnidosMisty May-Treanor · Kerri Walsh | Estados UnidosHolly McPeak · Elaine Youngs    | AustráliaKerri Pottharst · Natalie Cook       | BrasilAdriana Behar · Shelda Bedê             |
| Aberto de Mallorca Mallorca, Espanha De 3 a 7 de setembro de 2002                 | BrasilAdriana Behar · Shelda Bedê             | Estados UnidosMisty May-Treanor · Kerri Walsh | BrasilAna Paula Henkel · Tatiana Minello      | ChéquiaSoňa Nováková · Eva Celbová            |
| Aberto de Vitória Vitória, Brasil De 17 a 22 de setembro de 2002                  | Estados UnidosHolly McPeak · Elaine Youngs    | Estados UnidosMisty May-Treanor · Kerri Walsh | BrasilAna Paula Henkel · Tatiana Minello      | BrasilAdriana Behar · Shelda Bedê             |

### Masculino
| Torneio                                                                 | Ouro                                      | Prata                                     | Bronze                                      | Quarto lugar                                  |
| Aberto de Berlim Berlim, Alemanha De 12 a 16 de junho de 2002           | BrasilRogério "Pará" · Harley Marques     | ArgentinaMariano Baracetti · Martín Conde | AlemanhaMarkus Dieckmann · Jonas Reckermann | CanadáJohn Child · Mark Heese                 |
| Aberto de Gstaad Gstaad, Suíça De 19 a 23 de junho de 2002              | ArgentinaMariano Baracetti · Martín Conde | BrasilMárcio Araújo · Benjamin Insfran    | Estados UnidosKevin Wong · Stein Metzger    | BrasilRoberto Lopes da Costa · Franco Neto    |
| Aberto de Stavanger Stavanger, Noruega De 3 a 7 de julho de 2002        | BrasilTande · Emanuel Rego                | BrasilJosé Loiola · Ricardo Alex Santos   | Suíça Stefan Kobel · Patrick Heuscher       | BrasilRogério "Pará" · Harley Marques         |
| Aberto de Montreal Montreal, Canadá De 10 a 14 de julho de 2002         | BrasilJosé Loiola · Ricardo Alex Santos   | CanadáJohn Child · Mark Heese             | Estados UnidosKevin Wong · Stein Metzger    | ArgentinaMariano Baracetti · Martín Conde     |
| Grand Slam de Marseille Marseille, França De 17 a 21 de julho de 2002   | BrasilJosé Loiola · Ricardo Alex Santos   | CubaJuan Rossell · Francisco Alvarez      | BrasilTande · Emanuel Rego                  | ArgentinaMariano Baracetti · Martín Conde     |
| Aberto de Espinho Espinho, Portugal De 24 a 28 de julho de 2002         | Estados UnidosKevin Wong · Stein Metzger  | BrasilMárcio Araújo · Benjamin Insfran    | BrasilJosé Loiola · Ricardo Alex Santos     | ArgentinaMariano Baracetti · Martín Conde     |
| Grand Slam de Klagenfurt Klagenfurt, Áustria De 1 a 4 de agosto de 2002 | BrasilJosé Loiola · Ricardo Alex Santos   | Suíça Sascha Heyer · Markus Egger         | NoruegaJørre Kjemperud · Vegard Høidalen    | BrasilMárcio Araújo · Benjamin Insfran        |
| Aberto de Cádis Cádis, Espanha De 7 a 11 de agosto de 2002              | Suíça Martin Laciga · Paul Laciga         | CanadáConrad Leinemann · Jody Holden      | BrasilTande · Emanuel Rego                  | ArgentinaMariano Baracetti · Martín Conde     |
| Aberto de Mallorca Mallorca, Espanha De 4 a 8 de setembro de 2002       | Suíça Martin Laciga · Paul Laciga         | BrasilMárcio Araújo · Benjamin Insfran    | BrasilRicardo Alex Santos · Emanuel Rego    | BrasilRogério "Pará" · Harley Marques         |
| Aberto de Fortaleza Fortaleza, Brasil De 1 a 5/6 de outubro de 2002     | BrasilMárcio Araújo · Benjamin Insfran    | Estados UnidosKevin Wong · Stein Metzger  | BrasilRicardo Alex Santos · Emanuel Rego    | BrasilDagoberto”Juca” · Jefferson Bellaguarda |

## Quadro de medalhas
| Ordem | País           | Medalha de ouro | Medalha de prata | Medalha de bronze | Total |
| ----- | -------------- | --------------- | ---------------- | ----------------- | ----- |
| 1.    | Estados Unidos | 10              | 5                | 5                 | 20    |
| 2.    | Brasil         | 8               | 9                | 8                 | 25    |
| 3.    | Suíça          | 2               | 1                | 1                 | 4     |
| 4.    | Argentina      | 1               | 1                | 0                 | 2     |
| 5.    | Canadá         | 0               | 2                | 0                 | 2     |
| 6.    | Austrália      | 0               | 2                | 4                 | 6     |
| 7.    | Cuba           | 0               | 1                | 0                 | 1     |
| 8.    | Grécia         | 0               | 0                | 1                 | 1     |
| 9.    | Alemanha       | 0               | 0                | 1                 | 1     |
| 10.   | Noruega        | 0               | 0                | 1                 | 1     |